# Echinocactus horizonthalonius
Espèce
Synonymes
- Meyerocactus horizonthalonis

Statut de conservation UICN

 LC  : Préoccupation mineure
Statut CITES
Echinocactus horizonthalonius est une espèce de plantes à fleurs de la famille des cactus originaire des déserts de Sonora et de Chihuahua à cheval sur les États-Unis et le Mexique.
La plante, globuleuse, fait 10 à 50 cm de haut et 10 à 15 cm de diamètre.